# Joan I de Polònia
Joan I de Polònia o Joan I Albert Jagelló (en polonès: Jan I Olbracht; Cracòvia, 27 de desembre de 1459 - Torun, 17 de juny de 1501), va ser rei de Polònia (1492-1501). Fill de Casimir IV Jagelló i d'Elisabet d'Habsburg i Luxemburg.
Va combatre contra els valacs i va realitzar concessions a la petita noblesa. Va portar una política hostil a Moldàvia, aliada dels otomans, que va finalitzar amb el desastre de Bucovina el 1497.